# Lorenzo Costa

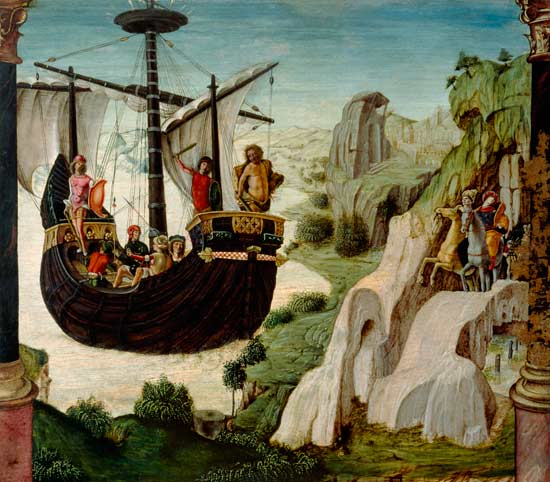
Okręt Argonautów (1484-1490)

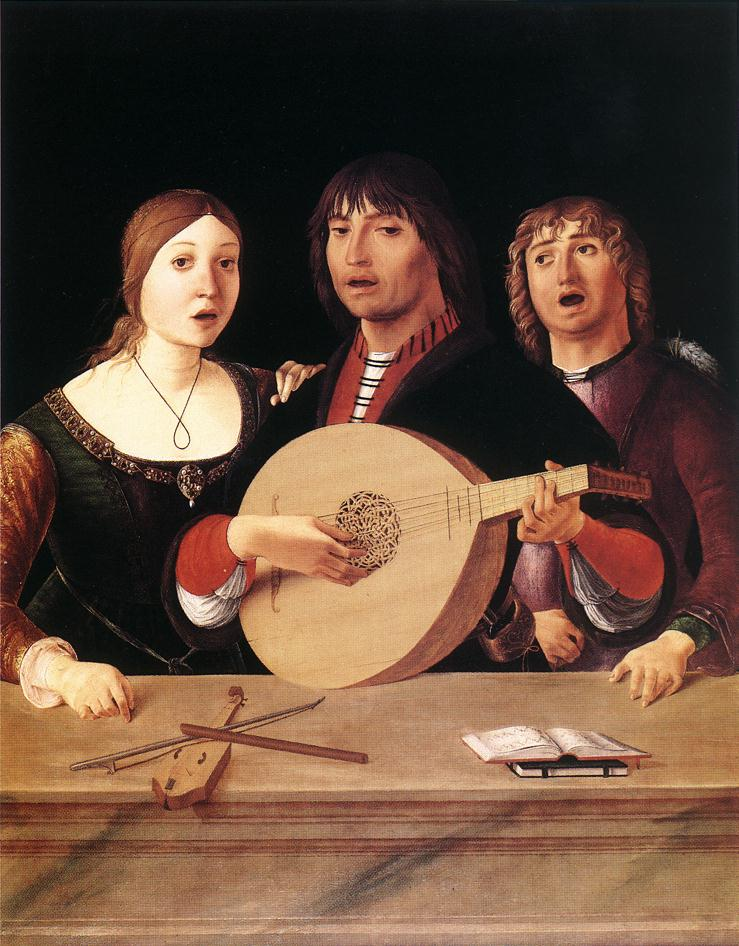
Koncert wokalny przy akompaniamencie lutni (ok. 1490)

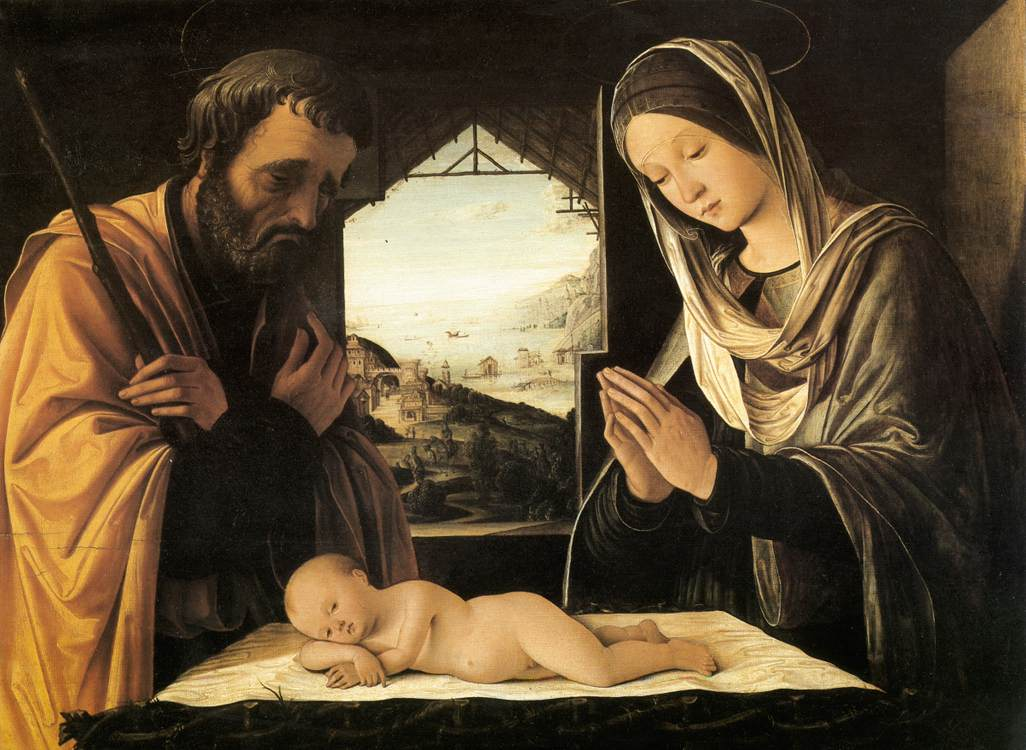
Święta Rodzina (ok. 1490)

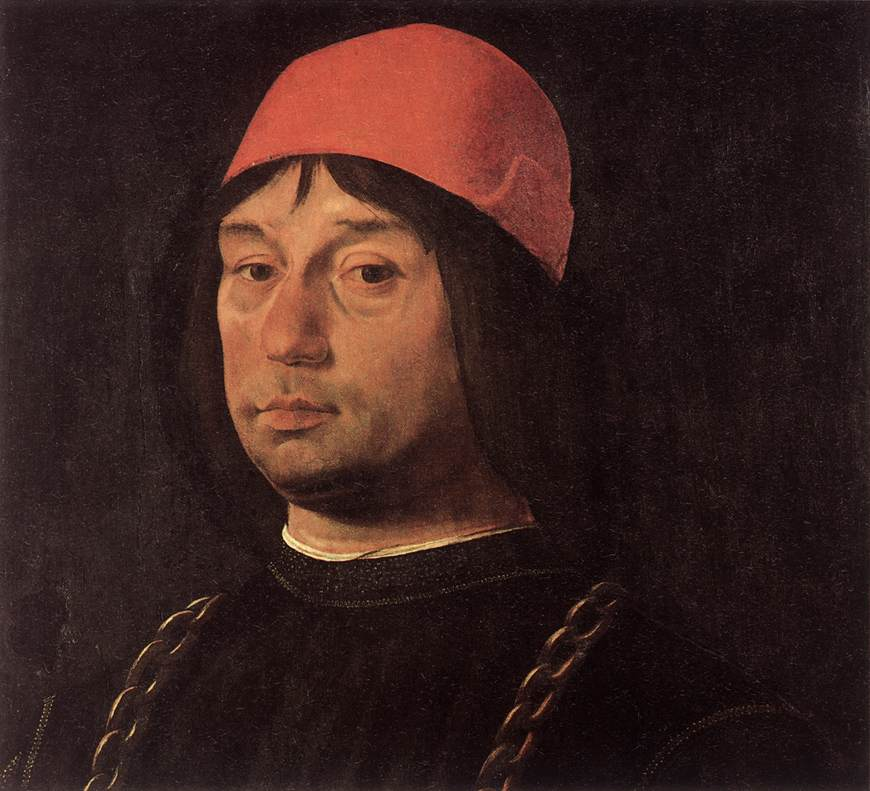
Giovanni Bentivoglio (ok. 1492)

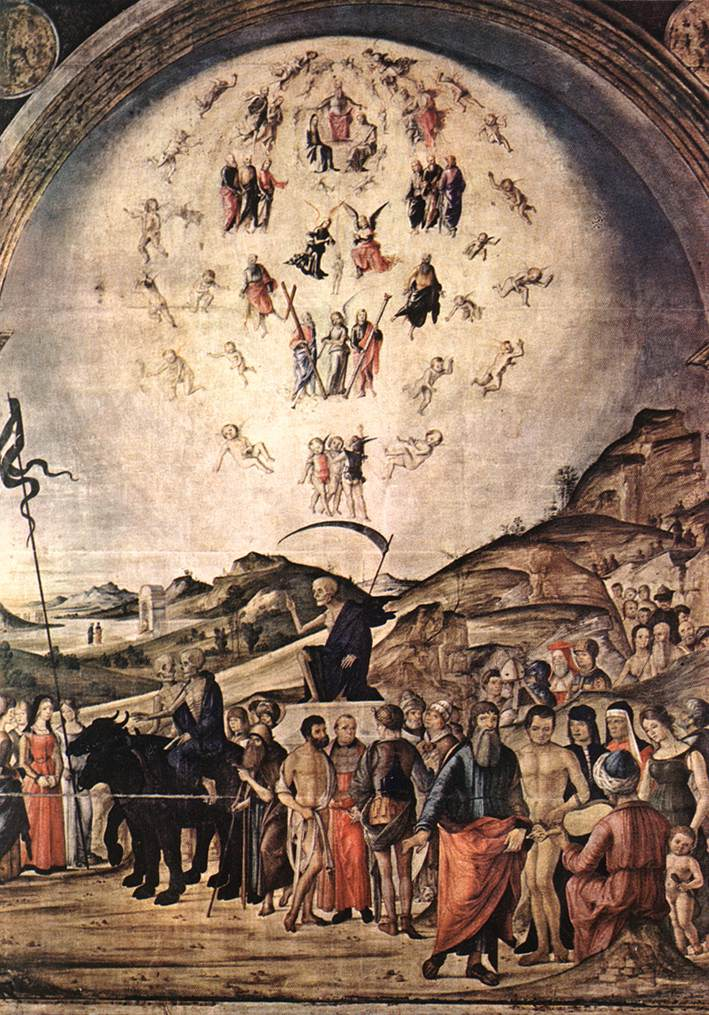
Triumf Śmierci (1490)

Lorenzo Costa (ur. ok. 1460 w Ferrarze, zm. 5 marca 1535 w Mantui) – włoski malarz, rysownik, grafik i freskant okresu renesansu.

## Życie
Był synem malarza Giovanniego Battisty Costa. Kształcił się w Ferrarze w pracowni Ercole de’ Robertiego i być może u Cosima Tury. W latach 1483–1506 działał w Bolonii, gdzie pracował dla rodu Bentivoglio i współpracował z Francesco Francią. Wykonał szereg dzieł do kościołów bolońskich: San Giovanni in Monte, San Petronio, San Martino oraz San Giacomo Maggiore. Później przeniósł się do Mantui, gdzie pracował na dworze Gonazagów. W 1506 został nadwornym malarzem miasta po śmierci Mantegni. W latach 1497–1499 odbył podróż do Florencji, gdzie poznał prace Filippina Lippi, które wpłynęły na zmianę jego stylu. Pochowany został w kościele San Silvestro w Mantui. Jego dwaj synowie Ippolito Costa (1506-1561) i Girolamo Costa oraz prawdopodobnie wnuk Lorenzo Costa Młodszy (1537-1583) również byli malarzami. Do uczniów i współpracowników Costy należeli m.in. Dosso Dossi, Amico Aspertini (1474-1552) i Ludovico Mazzolino (1480-1528).

## Twórczość
Malował kompozycje religijne, mitologiczne, alegoryczne oraz portrety. W pierwszym okresie twórczości pozostawał pod silnym wpływem przedstawicieli szkoły ferraryjskiej Cosima Tury, Francesca del Cossa i Ercole de’ Robertiego. W latach 1488–1490 namalował trzy wielkoformatowe dzieła do kaplicy Bentigvoliów w kościele San Giacomo Maggiore (Świętego Jakuba Starszego) w Bolonii, charakteryzujące się zdecydowaną kompozycją, bogactwem detali, twardym rysunkiem i chłodnym kolorytem (Tronująca Madonna, Triumf Śmierci, Triumf Sławy). W latach 1504–1506 był współautorem, obok Francesco Francii i Amico Aspertiniego, cyklu 9 malowideł ściennych w oratorium przy kościele San Giacomo Maggiore w Bolonii, przedstawiając dwie sceny z życia św. Cecylii: Nawrócenie św. Waleriana oraz Miłosierdzie św. Cecylii. W latach 1506–1512 brał udział w dekoracji studiolo w apartamencie margrabiny Isabelli d’Este (1474-1539) na zamku San Giorgio w Mantui, wykonując dwa obrazy alegoryczne: Alegoria dworu Isabelli d’Este oraz Historia boga Komusa. Jego dojrzały styl odznacza się elegancją i delikatnością oraz prostotą kompozycji, zdradzając wyraźne wpływy Perugina.
Był też autorem Koncertu – jednego z pierwszych przykładów scenki rodzajowej przedstawiającej muzykujące towarzystwo.

## Wybrane dzieła
- Św. Sebastian – 1480-85, 171,7 × 58,4 cm, Galeria Obrazów Starych Mistrzów w Dreźnie
- Wniebowzięcie Marii z chórem aniołów – 1480-85, 250 × 172 cm, Pinacoteca Nazionale, Bolonia
- Okręt Argonautów – 1484-1490, 47 × 58 cm, Museo Civico, Padwa
- Ofiarowanie Jezusa w świątyni- ok. 1485, 148 × 101 cm, Gemäldegalerie, Berlin
- Św. Hieronim – 1485, San Petronio, Bolonia
- Tronująca Madonna adorowana przez rodzinę Bentivogliów – 1488, 350 × 280 cm, San Giacomo Maggiore, Bolonia
- Triumf Sławy – 1490, 297 × 212 cm, San Giacomo Maggiore, Bolonia
- Koncert wokalny przy akompaniamencie lutni ok. 1490, 95,3 × 75,6 cm, National Gallery w Londynie
- Święta Rodzina – ok. 1490, 62 × 82 cm, Musée des Beaux-Arts, Lyon
- Święta Rodzina – 1490-1510, 50 × 40 cm, Rijksmuseum, Amsterdam
- Portret młodego mężczyzny – ok. 1490, 50 × 38 cm, Gemäldegalerie, Berlin
- Portret Giovanniego Bentivoglio – ok. 1492, 55 × 49 cm, Uffizi, Florencja
- Tronująca Madonna ze świętymi Sebastianem, Jakubem, Hieronimem i Jerzym – 1492, San Petronio, Bolonia
- Tronująca Madonna z Dzieciątkiem – ok. 1495 cm, 49,5 × 36,5 cm, Muzeum Thyssen-Bornemisza, Madryt
- Madonna z Dzieciątkiem (Pala di Santa Tecla) – 1496, 155 × 167,5 cm, Pinacoteca Nazionale, Bolonia
- Pokłon Trzech Króli – 1499, 75 × 181 cm, Pinakoteka Brera, Mediolan
- Portret damy z pieskiem pokojowym – ok. 1500, 45,5 × 35,1 cm, Royal Collection, Windsor
- Święta Rodzina – ok. 1500, 71 × 55 cm, Narodowa Galeria Irlandii, Dublin
- Portret kobiety – 1500-1506, 57 × 44 cm, Ermitaż, Sankt Petersburg
- Koronacja Marii – 1501, 283 × 165 cm, San Giovanni in Monte, Bolonia
- Święci Petroniusz, Dominik i Franciszek – 1502, 192,5 × 145 cm, Pinacoteca Nazionale, Bolonia
- Opłakiwanie Chrystusa – 1503, 181 × 138,5 cm, Gemäldegalerie, Berlin
- Adoracja Dzieciątka z Trzema Królami w oddali – 1503-06, 153,5 × 124 cm, Pinacoteca Nazionale, Bolonia
- Ołtarz główny z oratorium św. Piotra w Okowach w Faenzy – 1505, National Gallery w Londynie
  - Madonna z Dzieciątkiem – 167,6 × 73 cm
  - Św. Filip – 110 × 57 cm
  - Św. Piotr – 110 × 57 cm
  - Św. Jan Ewangelista – 55 × 57 cm
  - Św. Jan Chrzciciel – 55 × 57 cm
- Isabella d’Este w Królestwie Harmonii (Alegoria dworu Isabelli d’Este) – 1506, 165 × 198 cm, Luwr, Paryż
- Portret Battisty Fiery – 1507-08, 51 × 39 cm, National Gallery w Londynie
- Św. Weronika – 1508, 65 × 54 cm, Luwr, Paryż (przypisywany)
- Scena mitologiczna (Panowanie boga Komusa) – 1511, 152 × 238 cm, Luwr, Paryż (naszkicowany przez Mantegnę)
- Wenus – 1515-18, 174 × 76 cm, Muzeum Sztuk Pięknych w Budapeszcie